# Crying Lightning
"Crying Lightning" é o primeiro single do terceiro álbum da banda britância Arctic Monkeys, Humbug. Foi tocada pela primeira vez no programa de Zane Lowe na BBC Radio 1 em 6 de julho de 2009.

## Videoclipe
O clipe da música foi transmitido pela primeira vez no dia 24 de julho de 2009.

## Tabelas
| Paradas (2009)                 | Melhor posição |
| ------------------------------ | -------------- |
| Austrália (Ö3 Austria Top 40)  | 70             |
| Bélgica Ultratop (Flanders)    | 63             |
| Bélgica Ultratop (Valônia)     | 49             |
| Canadian Singles Chart         | 15             |
| França (SNEP)                  | 23             |
| Reino Unido (UK Indie Chart)   | 1              |
| Reino Unido (UK Singles Chart) | 12             |
| Japão (Oricon)                 | 44             |

### Certificações
| País        | Certificador | Certificação |
| ----------- | ------------ | ------------ |
| Reino Unido | BPI          | Prata        |